# Rupprecht Fishler de Treuberg
Rupprecht Fishler, Conde de Treuberg (em alemão, Rupprecht Fishler, Graf von Treuberg; 20 de Fevereiro de 1920 - 24 de Agosto de 1944), foi um comandante de U-Boot que serviu na Kriegsmarine durante a Segunda Guerra Mundial.

## Carreira

### Patentes
| Offiziersanwärter    | 16 de setembro de 1939 |
| Fähnrich zur See     | 1 de julho de 1940     |
| Oberfähnrich zur See | 1 de julho de 1941     |
| Leutnant zur See     | 1 de março de 1942     |
| Oberleutnant zur See | 1 de outubro de 1943   |

### Patrulhas
|       | Comandante | Partida                | Partida     | Chegada                 | Chegada     | Dias    |
| ----- | ---------- | ---------------------- | ----------- | ----------------------- | ----------- | ------- |
| 1     | U-445      | 1 de fevereiro de 1944 | St. Nazaire | 27 de fevereiro de 1944 | St. Nazaire | 27 dias |
| 2     | U-445      | 6 de junho de 1944     | St. Nazaire | 15 de junho de 1944     | La Pallice  | 10 dias |
| 3     | U-445      | 12 de agosto de 1944   | La Pallice  | 17 de agosto de 1944    | Lorient     | 6 dias  |
| 4     | U-445      | 22 de agosto de 1944   | Lorient     | 24 de agosto de 1944    | Afundado    | 3 dias  |
| Total | Total      | Total                  | Total       | Total                   | Total       | 46 dias |